# 小坂村駅 (兵庫県)
小坂村駅（おさかむらえき）は、かつて兵庫県出石郡出石町（現・豊岡市）にあった出石鉄道の駅（廃駅）である。

## 歴史
- 1929年（昭和4年）7月21日：開業[1]。
- 1944年（昭和19年）5月1日：休止[1]。
- 1970年（昭和45年）7月20日：出石鉄道の廃線に伴い廃止[1]。

## 駅構造
島式ホーム1面1線を有する地上駅であった。

## 隣の駅
出石鉄道
中筋駅 - 小坂村駅 - 島口駅

## 参考書籍
- 安保彰夫『出石鉄道 - 二千人の株主が支えた鉄道』（初版）ネコ・パブリッシング〈RM LIBRARY 131〉、2010年7月1日。ISBN 978-4-7770-5289-9。